# Oliver Zelenika
Oliver Zelenika (* 14. května 1993, Záhřeb) je chorvatský profesionální fotbalista, který hraje jako brankář za chorvatský klub Varaždin.
Zelenika se narodil v Záhřebu a hrál mládežnický fotbal v akademii Dinama Záhřeb, než začal svou profesionální kariéru s klubem Rudeš na sezónním hostování. Po návratu do Dinama Záhřeb v roce 2013 se v roce 2014 přesunul do Lokomotivy na hostování trvající až do konce sezóny 2015/16 v Prva HNL.
Zelenika vyhrál 43 zápasů s mládežnickými týmy chorvatského národního týmu a zůstává členem seniorského mužstva.

## Mládí
Narodil se v Záhřebu 14. května 1993. Fotbal začal hrát příležitostně jako malý chlapec, a protože byl nejmladší ze místních chlapců, nedobrovolně hrál jako brankář, zatímco starší chlapci mohli být hráči v poli. Nakonec si tuto roli začal užívat a věnoval se rozvoji svých brankářských dovedností v mládežnických týmech Španska. Ve věku 13 let nastoupil do akademie Dinama Záhřeb.

## Klubová kariéra

### Začátky
Zelenika začal kariéru v Dinamu Záhřeb. Po absolvování mládežnické akademie byl v roce 2011 konečně povýšen do prvního týmu, i když krátce poté, aniž by za klub nastoupil, byl poslán na roční hostování do druholigového Rudeše. Během svého působení v Rudeši se okamžitě etabloval jako brankářská jednička a nakonec vynechal pouze jeden z 30 ligových zápasů, které klub odehrál během svého tažení Drugou HNL v sezóně 2012/13. Inkasoval celkem 30 gólů.

### Dinamo Záhřeb a Lokomotiva Záhřeb
Na konci sezóny 2012/13 se Zelenika vrátil do Dinama Záhřeb a vrátil se do prvního týmu. Dne 23. července 2013, po náhlém odchodu brankáře Pabla Miglioreho, byl Zelenika nasazen hlavním trenérem Krunoslavem Jurčićem v domácím zápase kvalifikační fáze Ligy mistrů UEFA 2013/14 proti klubu Fola Esch, čímž poprvé oficiálně nastoupil za klub. Udržel čisté konto při výhře 1:0. O pět dní později odehrál svůj první ligový zápas, když udržel čisté konto při bezbrankové remíze s Rijekou. Poté, co ve svém čtvrtém vystoupení za klub dosáhl čtvrtého čistého konta v řadě, Jurčić Zeleniku pochválil a poznamenal, že „je přesně ten typ brankáře, kterého klub potřebuje; nemusí se hodinu dotknout míče, ale stále je schopen dostatečně dobře reagovat na jasnou šanci soupeře“. Během několika týdnů se Zelenika změnil z talentovaného náhradního brankáře na pravidelného hráče prvního týmu. Než Zelenika 24. ledna 2014 opustil klub a přestoupil do Lokomotivy na pětiměsíční hostování, odehrál za klub 23 zápasů a inkasoval 17 gólů. Prvním brankářem zůstal také v Lokomotivě a do konce sezóny 2013/14 Prva HNL odehrál dalších 15 ligových zápasů. V příštích dvou sezonách zůstal brankářskou jedničkou Lokomotivy a odehrál dalších 43 ligových zápasů. V létě 2016 nedostal novou smlouvu a opustil klub jako volný hráč.

### Lechia Gdańsk
Dne 15. března 2017 podepsal smlouvu do léta 2018 s Lechií Gdańsk. Jako náhradník Dušana Kuciaka se 23. dubna 2018 objevil v jediném ligovém zápase – bezbrankové domácí remíze s Cracovií. V červnu 2018 se Zelenika opět stal volným hráčem.

### NEC Nijmegen
Zelenika podepsal smlouvu do konce sezóny s opcí na další rok s nizozemským týmem Eerste Divisie NEC Nijmegen 29. října 2018 po zranění prvního brankáře Norberta Alblase.

## Reprezentační kariéra
Zelenika odehrál celkem 43 zápasů za mládežnické týmy chorvatské reprezentace. Svůj první mezinárodní zápas odehrál 5. června 2007 (tým do 14 let), když v přátelském utkání proti Bavorsku udržel čisté konto. Nejpozoruhodnější je, že byl nasazen ve všech třech zápasech týmu do 20 let ve skupinové fázi Mistrovství světa ve fotbale do 20 let 2013.
Dne 14. května 2014 manažer chorvatského národního týmu Niko Kovač zařadil Zeleniku jako třetího brankáře do užšího výběru 30 hráčů, kteří reprezentovali Chorvatsko na Mistrovství světa ve fotbale 2014. Dne 31. května 2014 byl zařazen do konečného 23členného týmu, který měl cestovat do hostitelské země Brazílie.

## Styl hry
Zelenika je vysoký 192 centimetrů a jeho dominantní noha je levá.